# کریس رابینسون (کارگردان)
کریس رابینسون (انگلیسی: Chris Robinson؛ زادهٔ ) یک کارگردان اهل ایالات متحده آمریکا است.